# NGC 6911
NGC 6911 is een balkspiraalstelsel in het sterrenbeeld Draak. Het hemelobject werd op 9 juni 1885 ontdekt door de Amerikaanse astronoom Lewis A. Swift.

## Synoniemen
- UGC 11540
- MCG 11-24-6
- ZWG 324.7
- ZWG 325.1
- IRAS 20191+6634
- PGC 64485